# Barrytown
La ville de Barrytown est une localité de la région de la West Coast, située dans l’Île du Sud de la Nouvelle-Zélande.

## Situation
Barrytown se situe  en bordure de la mer de Tasman, sur le trajet de la route State Highway 6/S H 6 et est située à 21 km au nord de la ville de Runanga. La ville de Punakaiki est située à 16 km plus au nord.
La ville est localisée près de l’extrémité sud de la plage de Pakiroa Beach,.

## Population
La population de la ville de Barrytown et de ses environs était de 186 habitants selon le recensement de 2018, en augmentation de 30 personnes par rapport à 2013 et de 54 personnes depuis celui de 2006.

## Histoire
Barrytown fut fondée en 1860 et fut un centre actif pour la recherche de l’or.
Barrytown est une plaque tournante de l'art et de l'artisanat, notamment de la sculpture sur pierre et de la fabrication de couteaux,,.

## Éducation
L’école de Barrytown est une école primaire mixte allant de l’année 1 à 8, avec un taux de décile de 4 et un effectif de 13 élèves.